# فيدورينكو ضد الولايات المتحدة
فيدورينكو ضد الولايات المتحدة، 449 الولايات المتحدة 490 (1981) ، كانت قضية في المحكمة العليا للولايات المتحدة الأمريكية والتي قضت بأن الأشخاص الذين ساعدوا في الاضطهاد النازي، سواء طواعية أو بالإكراه، غير مؤهلين للحصول على تأشيرات لدخول الولايات المتحدة، وبالتالي لم يتمكنوا من الحصول على جنسية الولايات المتحدة بشكل قانوني.